# Socialdemocràcia i Progrés d'Andorra
Socialdemocràcia i Progrés d'Andorra (SDP) és un partit polític d'Andorra d'ideologia socialdemòcrata i liberal, a favor del lliure mercat i igualtat. El partit està lidera per Víctor Naudi i Jaume Bartumeu. Es va presentar per primera vegada a les eleccions al Consell General d'Andorra de 2015 a 5 parròquies.

## Història
Va ser fundat l'any 2015 com una escissió del Partit Socialdemòcrata d'Andorra encapçalada per Jaume Bartumeu. En les eleccions d'aquell any va traure 2 escons. De cara a les eleccions de 2019 el partit va triar com a cap de llista a Josep Roig Carcel, no obstant això, no va poder aconseguir representació al Consell General.

## Resultats electorals

### Consell General
| Elecció | Vots  | %    | Escons | +/– | Candidat              | Govern            |
| ------- | ----- | ---- | ------ | --- | --------------------- | ----------------- |
| 2015    | 1.367 | 9,50 | 2 / 28 | Nou | Víctor Naudi i Zamora | Oposició          |
| 2019    | 1.044 | 5,87 | 0 / 28 | 2   | Josep Roig Carcel     | Extraparlamentari |

## Ennlaços externs
- Socialdemocràcia i Progrés d'Andorra